# Елена Бъсеску
Елена Бъсеску (на румънски: Elena Băsescu) е румънски политик, бивш модел. На 24 февруари 2008 година е избрана за генерален секретар на младежката организация на Демократическата либерална партия. На изборите за Европейски парламент през 2009 година участва като независим кандидат, като получава 204 280 гласа (4,22 %) и става евродепутат.

## Биография
Елена Бъсеску е родена на 24 април 1980 година в град Кюстенджа, Румъния. Тя е най-малката дъщеря на 4-тия президент на Румъния Траян Бъсеску. През 2004 година завършва Румънско-американския университет в Букурещ.